# Dixonius minhlei
Dixonius minhlei — вид ящірок з родини геконових (Gekkonidae). Описаний у 2016 році.

## Назва
Вид названо на честь в'єтнамського герпетолога Мінь Ле з факультету екологічних наук Ханойського наукового університету В'єтнамського національного університету, за його значний внесок у розуміння різноманітності та філогенетичних зв'язків видів геконових з В'єтнаму та прилеглих країн.

## Поширення
Ендемік В'єтнаму. Відомий лише з типової місцевості в природному заповіднику Вінь Куу у провінції Донгнай на півдні країни на висоті 70 м над рівнем моря.